# Ормеа
Орме́а (итал. Ormea, пьем. Orméa) — коммуна в Италии, в регионе Пьемонт, подчиняется административному центру Кунео.
Население составляет 1860 человек (2008 г.), плотность населения — 15 чел./км². Занимает площадь 124 км². Почтовый индекс — 12078. Телефонный код — 0174.
Покровителем коммуны почитается святой Мартин Турский, празднование 11 ноября.

## Демография
Динамика населения:

## Администрация коммуны
- Официальный сайт: http://www.ormea.eu/